# دیرپارک، کالیفرنیا
دیرپارک (به انگلیسی: Deer Park) یک منطقهٔ مسکونی در ایالات متحده آمریکا است که در شهرستان ناپا، کالیفرنیا واقع شده‌است. دیرپارک ۱۴٫۴۵۸ کیلومتر مربع مساحت و ۱٬۲۶۷ نفر جمعیت دارد و ۱۷۳ متر بالاتر از سطح دریا واقع شده‌است.